# Minoru Suganuma
Minoru Suganuma (jap. 菅沼 実 Suganuma Minoru; ur. 16 maja 1985) – japoński piłkarz występujący na pozycji pomocnika. Obecnie występuje w Roasso Kumamoto.

## Kariera klubowa
Od 2002 roku występował w klubach Kashiwa Reysol, Vitória, Ehime FC, Júbilo Iwata, Sagan Tosu i Roasso Kumamoto.